# 迪迪埃·费弗尔-皮埃雷
迪迪埃·费弗尔-皮埃雷（法語：Didier Faivre-Pierret，1965年4月20日—），法国男子自行车运动员。他曾代表法国参加1992年夏季奥林匹克运动会自行车比赛，获得一枚铜牌。